# Wolframian radu
Wolframian radu, RaWO
4 – nieorganiczny związek chemiczny, sól kwasu wolframowego i radu na II stopniu utlenienia. 
Jest to białe ciało stałe, słabo rozpuszczalne w wodzie. 
Jest słabo poznane ze względu na wysoką radioaktywność radu.